# Парфений (Агеев)
Схиигумен Парфе́ний (в миру Пётр Агеев, или по некоторым сведениям Андреев; 1806, Яссы — 1878, Троице-Сергиева лавра, Сергиев Посад) — священнослужитель, игумен Русской православной церкви, настоятель Николо-Берлюковской пустыни (1856—1860) и основатель миссионерского Гуслицкого Спасо-Преображенского монастыря (1858—1872), духовный писатель, миссионер.

## Биография
Родился в Молдавии в русской семье. Рано осиротел и воспитывался в семье богатого старообрядца. Позже он указывал, что в шесть лет он сам «выучил азбуку» и стал читать, а затем отец купил ему «прописную азбуку», по которой он также занимался самостоятельно и выучился писать.
Странствовал по России — посетил Киев, Саровскую пустынь; в Бело-Криницком старообрядческом монастыре был пострижен в монашество с именем Паисий.
В 1839 году в монастыре Ворона (в Молдавии) перешёл в православие и уехал на Афон, где принял иночество с именем Памва, а на первой неделе Великого поста в 1841 году — схиму с именем Парфений.

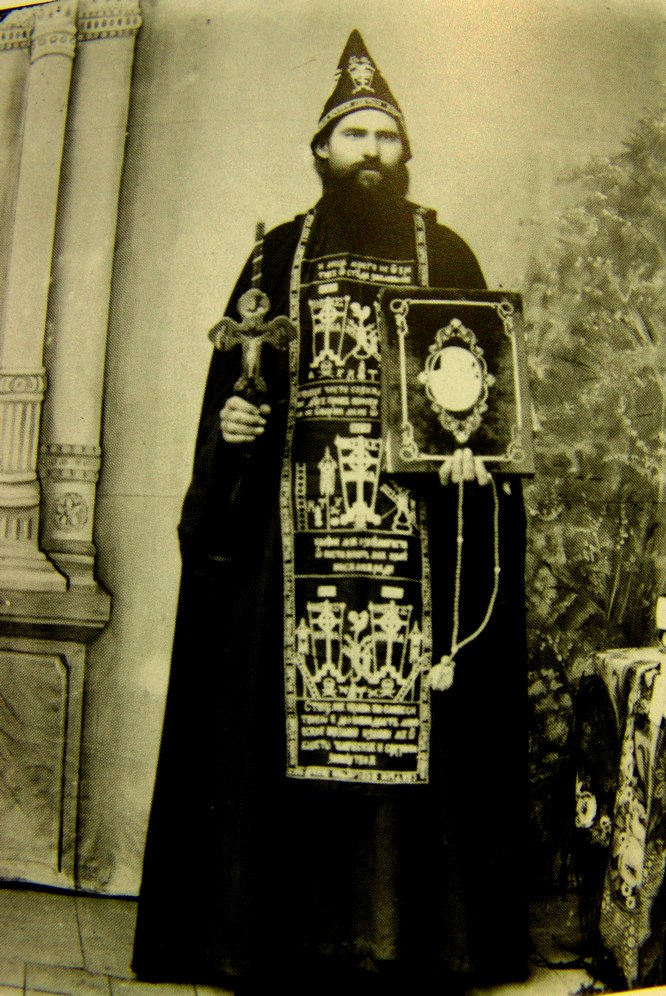
Неизвестный афонский схимник, ок. 1840-х — 1850-х гг. (примерно в годы иночества Парфения)

Сразу после принятия схимы был послан от Пантелеймонова монастыря в Россию для сбора пожертвований. Побывал в Оптиной пустыни, в Троице-Сергиевой лавре.

Прежде за много лет я слышал о живущем в Оптиной пустыни великом старце иеросхимонахе Леониде и давно желал видеть его, насладиться его беседой и получить от него наставления и в скорбях своих утешение <...> Я препроводил в Оптиной пустыни целую седмицу и торжествовал праздник Рождества Пресвятыя Богородицы. И многажды я посещал тихий и безмолвный скит, который отстоит от монастыря с полверсты, посреди лесу, и многажды там беседовал с отцами, иеросхимонахом Иоанном, обратившемся из раскола, также и с духовником иеромонахом Макарием. Многажды беседовал и со страннолюбивым оптинским игуменом Моисеем. Потом отправился в путь. А старец Леонид после меня через месяц кончил жизнь свою и отшел ко Господу своему.
— Из статьи Панин А. Н., Морозов В. Г. Благословенное странствие // Московский журнал. — 2008. — № 4. — С. 25—26.
Вернулся на Афон в 1843 году и прожил там до 1845 года, после чего по благословению иеросхимонаха Арсения был вновь послан в Россию — «в Сибирскую страну, в назначенное тебе место, в Томскую губернию <…> крест весьма тяжкий; ты же неси, не отягчайся; но паче радуйся и веселися, и благодари своего Создателя». По пути в Томск он совершил большое путешествие по Святой земле. В Томске, куда он прибыл 11 сентября 1847 года, стал сподвижником архиепископа Афанасия (Соколова), который побудил Парфения написать «Сказания…» о его странствованиях.
В августе 1854 года схимонах Парфений переехал в Москву и по соизволению митрополита Филарета (Дроздова) поступил в число братства Гефсиманского скита при Троице-Сергиевой лавре.
В 1855 году, 18 января был рукоположён в иеродиакона, а 23 января — в иеромонаха. В этом же году издал «Сказание о странствии и путешествии по России, Молдавии, Турции и Святой Земле постриженника Святой Горы Афонской инока Парфения», ставшее значительным событием в литературе того времени. М. П. Погодин объявил книгу «украшением русской словесности, не говоря о великой ее многогранной пользе»; А. В. Дружинин даже указывал, что «на Руси мы ещё не видали такого высокого таланта со времен Гоголя. Таких книг между прочим читать нельзя». Позже Ф. М. Достоевский использовал в своем романе «Бесы» эпизод со старцем Оптинским Львом, описанный в «Сказаниях».
С 1856 по 1860 годы он был настоятелем Николаевской Берлюковой пустыни в Богородском уезде Московской губернии. В это время он написал значительный труд, обращённый к старообрядцам — «О промысле Божием…».
В 1858 году неподалёку от пустыни Парфений основал Гуслицкий Спасо-Преображенский монастырь, специально для обращения удельных крестьян-старообрядцев, живших в этой местности. В 1860 году за миссионерскую деятельность среди старообрядцев он был награждён золотым наперсным крестом, а в 1863 году возведён в сан игумена.
В 1870—1871 годах он вновь побывал на Афоне и в Иерусалиме. В первых числах августа 1872 года был подписан указ Святейшего Синода об увольнении настоятеля Спасо-Преображенского Гуслицкого монастыря на покой.
На покое проживал в Гефсиманском скиту при Свято-Троицкой Сергиевой Лавре, а затем и в самой Свято-Троицкой Сергиевой Лавре в келье при богадельне.
Скончался 17 мая 1878 года в Троице-Сергиевой лавре и на её территории у Смоленской церкви Лавры был погребён.

## Сочинения
- Сказание о странствии и путешествии по России, Молдавии, Турции и Святой Земле: В 4 ч. / [Соч.] постриженника Святой Горы Афонской инока Парфения. — М.: тип. Александра Семена, 1855. (См. Изд. 2-е. Часть 3. — 1856 Архивная копия от 13 августа 2017 на Wayback Machine ч. 1-2 Архивная копия от 9 февраля 2021 на Wayback Machine, ч. 3-4 Архивная копия от 23 января 2021 на Wayback Machine.
- Сказание о жизни и подвигах в Бозе почившего старца Даниила, подвизавшегося в Сибирской стране, в Енисейской губернии, в пределах города Ачинска. — М., 1855 (См. Изд. 7-е. — 1887)[3]
- Книга о промысле Божием, как он через православие ведет ко спасению, а неправославных обличает собственными их делами. — М., 1857.
- О настоящем состоянии Гуслицкого м-ря, 1863.
- Письмо православного инока-священника, схимника, к старообрядцу в Молдавии, 1863.
- Разбор окружного послания лжеархиепископа Антония, 1863.
- Обличение ответов в защиту австрийского священства, 1864.
- Опровержение записки о русском расколе Архивная копия от 1 декабря 2020 на Wayback Machine, 1864.
- Меч духовный на раскольничью апологию, 1864.
- Виноград церковный, или свидетельства Св. отцов, 1865.
- Вертоград духовный, с изложением ответов Пешехонова на вопросы поморцев и романовцев, 1866.
- Книга, возобличение на Поморские ответы Андрея Денисова с сотрудниками. Написана в Спасопреображенском Гуслицком монастыре, настоятелем игуменом Парфением. — Москва: Синодальная тип., 1867. - [2], 271, [2] с.
- Воспоминание о преосвященном Афанасии, архиепископе Казанском, 1868
- Автобиография (См. М.: Индрик, 2009. — 255 с. — ISBN 978-5-91674-021-9)